# SummerSlam (2019)
SummerSlam (2019) – gala wrestlingu wyprodukowana przez federację WWE dla zawodników z brandów Raw, SmackDown i 205 Live. Odbyła się 11 sierpnia 2019 w Scotiabank Arena w Toronto w prowincji Ontario w Kanadzie. Emisja była przeprowadzana na żywo za pośrednictwem WWE Network oraz w systemie pay-per-view. Była to trzydziesta druga gala w chronologii cyklu SummerSlam.
Na gali odbyło się dwanaście walk, w tym trzy podczas pre-show. W walce wieczoru, Seth Rollins pokonał Brocka Lesnara wygrywając drugi raz Universal Championship. W przedostatniej walce Bray Wyatt zadebiutował w swojej nowej personie „The Fiend” i pokonał Finna Bálora. W innych ważnych walkach, Charlotte Flair pokonała WWE Hall of Famerkę Trish Stratus poprzez submission, Kevin Owens pokonał Shane’a McMahona zachowując swoją pracę w WWE, WWE Champion Kofi Kingston walczył z Randym Ortonem i walka zakończyła się podwójnym wyliczeniem pozaringowym i Kingston obronił tytuł oraz Goldberg pokonał Dolpha Zigglera.

## Produkcja
SummerSlam oferowało walki profesjonalnego wrestlingu z udziałem wrestlerów należących do brandów Raw i SmackDown. Oskryptowane rywalizacje (storyline’y) kreowane są podczas cotygodniowych gal Raw, SmackDown Live oraz ekskluzywnej dla dywizji cruiserweight 205 Live. Wrestlerzy są przedstawieni jako heele (negatywni, źli zawodnicy i najczęściej wrogowie publiki) i face’owie (pozytywni, dobrzy i najczęściej ulubieńcy publiki), którzy rywalizują pomiędzy sobą w seriach walk mających budować napięcie. Kulminacją rywalizacji jest walka wrestlerska lub ich seria.

### Rywalizacje
Na WrestleManii 35, Seth Rollins pokonał Brocka Lesnara i wygrał Universal Championship. Lesnar następnie zniknął z telewizji na kilka tygodni, zanim włączył się do Money in the Bank ladder matchu 2019 i wygrał, zdobywając walkę o wybrane przez siebie mistrzostwo świata w dowolnym momencie w ciągu następnego roku. Po dokuczaniu kilku wykorzystań kontraktu, Lesnar w końcu wykorzystał swój kontrakt Money in the Bank na Extreme Rules i odzyskał Universal Championship zaraz po tym, jak Rollins właśnie zachował tytuł. Następnej nocy na Raw, Rollins wygrał wielobrandową 10-osobowy Battle Royal, aby zdobyć rewanż przeciwko Lesnarowi na SummerSlam. Podczas Raw Reunion w dniu 22 lipca, adwokat Lesnara Paul Heyman stwierdził, że Lesnar wykorzystał kontrakt na Rollinsie ponieważ Rollins zrobił to samo Lesnarowi na Wrestlemanii 31 w marcu 2015 roku.
15 lipca na odcinku Raw, Naomi, Natalya, Alexa Bliss i gościnie z dziką kartą Carmella zmierzyły się w Fatal 4-Way Elimination match, aby wyłonić pretendentkę do walki z Becky Lynch o Raw Women’s Championship na SummerSlam. Natalya wygrała przez ostatnią eliminację Bliss. Po walce Lynch, która odbyła się 29 lipca, Natalya założyła Sharpshooter na Lynch, a później zasugerowała stypulację walki Submission match, który została oficjalnie ogłoszona w następnym tygodniu.
16 lipca na odcinku SmackDown, po tym, jak SmackDown Women’s Champion Bayley i Ember Moon pokonały Mandy Rose i Sonyę Deville w Tag Team matchu, w którym Moon zdobyła przypięcie, Bayley wybrała Moon jako pretendentkę do jej tytułu na SummerSlam.
Latem 2019 roku Kevin Owens wpadł w furię na Shane’a McMahona, ponieważ ten ostatni z każdym tygodniem zajmował coraz więcej czasu na ekranie od innych wrestlerów i wywierał jeszcze większy autorytet, co było sprzeczne z tym, co The McMahon Family (Vince McMahon, Stephanie McMahon, Shane McMahon i Triple H) obiecali kilka miesięcy wcześniej. Pomimo prób Shane’a zbanowania Owensa ze SmackDown, Owens mimo wszystko pojawiał się i atakował Shane’a w odpowiednich momentach. Podczas Raw Reunion 22 lipca, Owens wyzwał Shane’a na pojedynek na SummerSlam i powiedział, że odejdzie z WWE, jeśli przegra, a Shane się zgodził.
23 lipca na odcinku SmackDown, WWE Champion Kofi Kingston wybrał Randy’ego Ortona jako swoją kolejną obronę tytułu na SummerSlam. Kingston nawiązał do swojej dawnej rywalizacji w 2009 roku, w której Kingston pokonał Ortona, ale twierdził, że Orton wykorzystał swoje wpływy, aby utrzymać Kingston z dala od głównej sceny walki wieczoru. Orton stwierdził, że miał rację, że powstrzymał Kingstona i przyjął wyzwanie. Orton przyznał również, że Kingston został WWE Championem, ponieważ to Orton doznał kontuzji Alego, którego Kingston zastąpił w walce o WWE Championship na Elimination Chamber, co doprowadziło do zdobycia tytułu przez Kingstona na WrestleManii 35.
Po kwietniowym Superstar Shake-up, Bray Wyatt, który był na przerwie od poprzedniego lata, zaczął pojawiać się jako niesamowity artysta dla dzieci w nagranych odcinkach o nazwie Firefly Fun Fuse W końcu ujawnił nową złowrogą alternatywną postać o nazwie "The Fiend". Po walce gościa z dziką kartą, Finna Bálora, 15 lipca na odcinku Raw, zgasły światła, a Wyatt pojawił się jako "The Fiend" i zaatakował Bálora. W następnym tygodniu na SmackDown, Bálor wyzwał Wyatta na pojedynek na SummerSlam. Wyatt pojawił się w Fun House i stwierdził, że jest fanem Bálora, jednak "The Fiend" nie był i że "The Fiend" przyjął wyzwanie.
Na Extreme Rules, AJ Styles pokonał Ricocheta i zdobył United States Championship dzięki pomocy kolegów z drużyny O.C., Luke’a Gallowsem i Karla Andersona. 29 lipca na odcinku Raw, Ricochet wygrał Gauntlet match, aby zdobyć rewanż o tytuł na SummerSlam.
23 lipca na odcinku SmackDown, występ WWE Hall of Famera Shawna Michaelsa w "Miz TV" został przerwany przez Dolpha Zigglera, który obraził Michaelsa. Miz interweniował, ale został wycofany przez Michaelsa. Ziggler następnie próbował uderzyć Michaelsa, ale zamiast tego przypadkowo uderzył Miza, a następnie wykonał Superkick na Michaelsie. W następnym tygodniu ogłoszono walkę pomiędzy Mizem i Zigglerem na SummerSlam, jednak podczas podpisywania kontraktu na odcinku Raw z 5 sierpnia, Miz ujawnił, że ich walka faktycznie odbędzie się na następnym Raw i że Ziggler będzie walczył z kimś innym na SummerSlam. Ziggler przypuszczał, że odnosi się to do Michaelsa, ale zamiast tego pojawił się WWE Hall of Famer Goldberg (którego Ziggler dyskredytował w swoich promocjach przeciwko Michaelsowi) i został ujawniony jako przeciwnik Zigglera.
Na backstage’u 23 lipca na odcinku SmackDown, Charlotte Flair wyraziła swoje niezadowolenie, że nie ma swojej walki na SummerSlam. Pomimo tego, że nie była na karcie, Flair stwierdziła, że będzie częścią SummerSlam, aby udowodnić, że jest "greatest female superstar of all-time". W następnym tygodniu WWE Hall of Famer Trish Stratus była gościem w "King's Court" Jerry’ego Lawlera. Przerwała im Flair, który wyzwała Stratus na pojedynek na SummerSlam. Po lekceważących komentarzach Flair Stratus przyjęła wyzwanie.
6 sierpnia w odcinku 205 Live, Oney Lorcan wygrał Six-Pack Challenge, aby zdobyć prawo do zmierzenia się z Drew Gulakiem w walce o WWE Cruiserweight Championship podczas SummerSlam Kickoff.

## Wyniki walk
| Nr                                                                   | Wyniki                                                                              | Stypulacje                                                                         | Czas  |
| -------------------------------------------------------------------- | ----------------------------------------------------------------------------------- | ---------------------------------------------------------------------------------- | ----- |
| 1P                                                                   | Drew Gulak (c) pokonał Oneya Lorcana                                                | Singles match o WWE Cruiserweight Championship                                     | 10:50 |
| 2P                                                                   | Buddy Murphy pokonał Apollo Crewsa przez dyskwalifikację                            | Singles match                                                                      | 4:50  |
| 3P                                                                   | Alexa Bliss i Nikki Cross (c) pokonały The IIconics (Billie Kay i Peyton Royce)     | Tag Team match o WWE Women’s Tag Team Championship                                 | 7:55  |
| 4                                                                    | Becky Lynch (c) pokonała Natalyę                                                    | Submission match o WWE Raw Women’s Championship                                    | 12:35 |
| 5                                                                    | Goldberg pokonał Dolpha Zigglera                                                    | Singles match                                                                      | 1:50  |
| 6                                                                    | AJ Styles (c) (z Lukiem Gallowsem i Karlem Andersonem) pokonał Ricocheta            | Singles match o WWE United States Championship                                     | 13:00 |
| 7                                                                    | Bayley (c) pokonała Ember Moon                                                      | Singles match o WWE SmackDown Women’s Championship                                 | 10:00 |
| 8                                                                    | Kevin Owens pokonał Shane’a McMahona                                                | Singles match z specjalnym enforcerem Eliasem Jeśli Owens przegra, odejdzie z WWE. | 9:20  |
| 9                                                                    | Charlotte Flair pokonała Trish Stratus poprzez submission                           | Singles match                                                                      | 16:45 |
| 10                                                                   | Kofi Kingston (c) vs. Randy Orton zakończyło się podwójnym wyliczeniem pozaringowym | Singles match o WWE Championship                                                   | 16:40 |
| 11                                                                   | "The Fiend" Bray Wyatt pokonał Finna Bálora                                         | Singles match                                                                      | 3:25  |
| 12                                                                   | Seth Rollins pokonał Brocka Lesnara (c) (z Paulem Heymanem)                         | Singles match o WWE Universal Championship                                         | 13:25 |
| (c) – mistrz/mistrzyni przed walkąP – walka miała miejsce w pre-show |                                                                                     |                                                                                    |       |